# 勝山村 (新潟県)
勝山村（かつやまむら）は、かつて新潟県刈羽郡にあった村。

## 沿革
- 1889年（明治22年）4月1日 - 町村制施行に伴い刈羽郡十日市村、西元寺村、寺尾村、滝谷村、宝蔵寺新田、滝谷新田村、入和田村が合併し、勝山村が発足。
- 1901年（明治34年）11月1日 - 刈羽郡刈羽村、東城村（一部）と合併し、刈羽村を新設して消滅。